# John Thomas Moore
John Thomas Moore (ur. 1864, zm. 1929) – brytyjski przedsiębiorca i twórca pierwszego leżaka złożonego z dwóch drewnianych ram, drewnianej podpórki i płótna. Moore uzyskał patent w 1886 r., a produkcję rozpoczął w Macclesfield w 1887 r.